# مارتن فلانغن
مارتن فلانغن (بالإنجليزية: Martin Flanagan)‏ هو صحفي أسترالي، ولد في 1955 في لاونسستون في أستراليا.